# ادی پاسکی
ادی پاسکی (انگلیسی: Eddie Paskey؛ ‏ ۲۰ اوت ۱۹۳۹ – ۱۷ اوت ۲۰۲۱) بازیگر اهل ایالات متحده آمریکا بود. وی مابین سال‌های ۱۹۶۶ تا ۱۹۶۸ یکی از بازیگران اصلی پیشتازان فضا: مجموعه اصلی بود.
از فیلم‌ها یا برنامه‌های تلویزیونی که وی در آن نقش داشته است می‌توان به بن کیسی، نمایش دیک ون دایک، غرب وحشی وحشی، مأموریت: غیرممکن، در جنگ چه کردی، پدر؟ و با هر نام دیگری اشاره کرد.